# Рудкин, Юрий Дмитриевич
Ю́рий Дми́триевич Ру́дкин (род. 7 ноября 1951, Бурмакино, Ярославская область) — народный депутат РСФСР, член Верховного Совета РСФСР (1990—1991); судья Конституционного суда России в отставке, заслуженный юрист Российской Федерации.

## Биография
Родился 7 ноября 1951 года в селе Бурмакино (ныне — Некрасовского района) Ярославской области. Окончил Ярославское высшее зенитно-ракетное командное училище ПВО в 1972 году, после чего продолжил службу в Вооруженных Силах.
В 1978 году окончил Ярославский государственный университет по специальности «правоведение». Во время учёбы работал юрисконсультом. В 1978—1990 годах преподавал право в Ярославском государственном университете и Ярославском политехническом институте. В 1984 году защитил в Харьковском юридическом институте кандидатскую диссертацию на тему «Правотворческие производства (природа, структура, разновидности)». С 1990 года доцент кафедры права Ярославского политехнического института.
В 1990 году был выдвинут студентами Ярославского политехнического института кандидатом в народные депутаты РСФСР по Красноперекопскому территориальному округу № 772 Ярославской области и победил, обойдя 7 других кандидатов, набрав во втором туре голосования 47,71 % голосов избирателей.
На I Съезде народных депутатов РСФСР был избран членом Верховного Совета РСФСР. Являлся заместителем председателя Комитета ВС РСФСР по законодательству, членом Комиссии Совета Национальностей ВС РСФСР по вопросам социально-экономического развития республик в составе РФ, автономной области, автономных округов, малочисленных народов, членом Комиссии Президиума ВС по проблемам советских немцев. Член Конституционной комиссии. Состоял во фракции «Россия» и депутатской группе «Военнослужащие».
30 октября 1991 года на V Съезде народных депутатов был избран судьёй Конституционного Суда РФ, в связи с чем прекратил свои депутатские полномочия. На первом заседании КС РФ избран его секретарём. 13 февраля 1995 года был избран судьёй-секретарём Конституционного Суда. 14 февраля был включён в состав первой палаты КС. Курировал Комиссию по бюджету, финансам и управлению. Был членом Совета по вопросам государственной службы при Президенте Российской Федерации. 18 февраля 1998 года сложил обязанности судьи-секретаря КС.
Выражал особые мнения по делам о выборах глав субъектов РФ в 1996 году, о смертной казни в 2009 году.
Автор более 30 опубликованных научных работ.
Женат. Есть сын и дочь.

## Награды
- Заслуженный юрист Российской Федерации.
- Почётная грамота Президента Российской Федерации (12 декабря 2008).